# 烏特基夫卡
49°47′46″N 36°1′29″E / 49.79611°N 36.02472°E

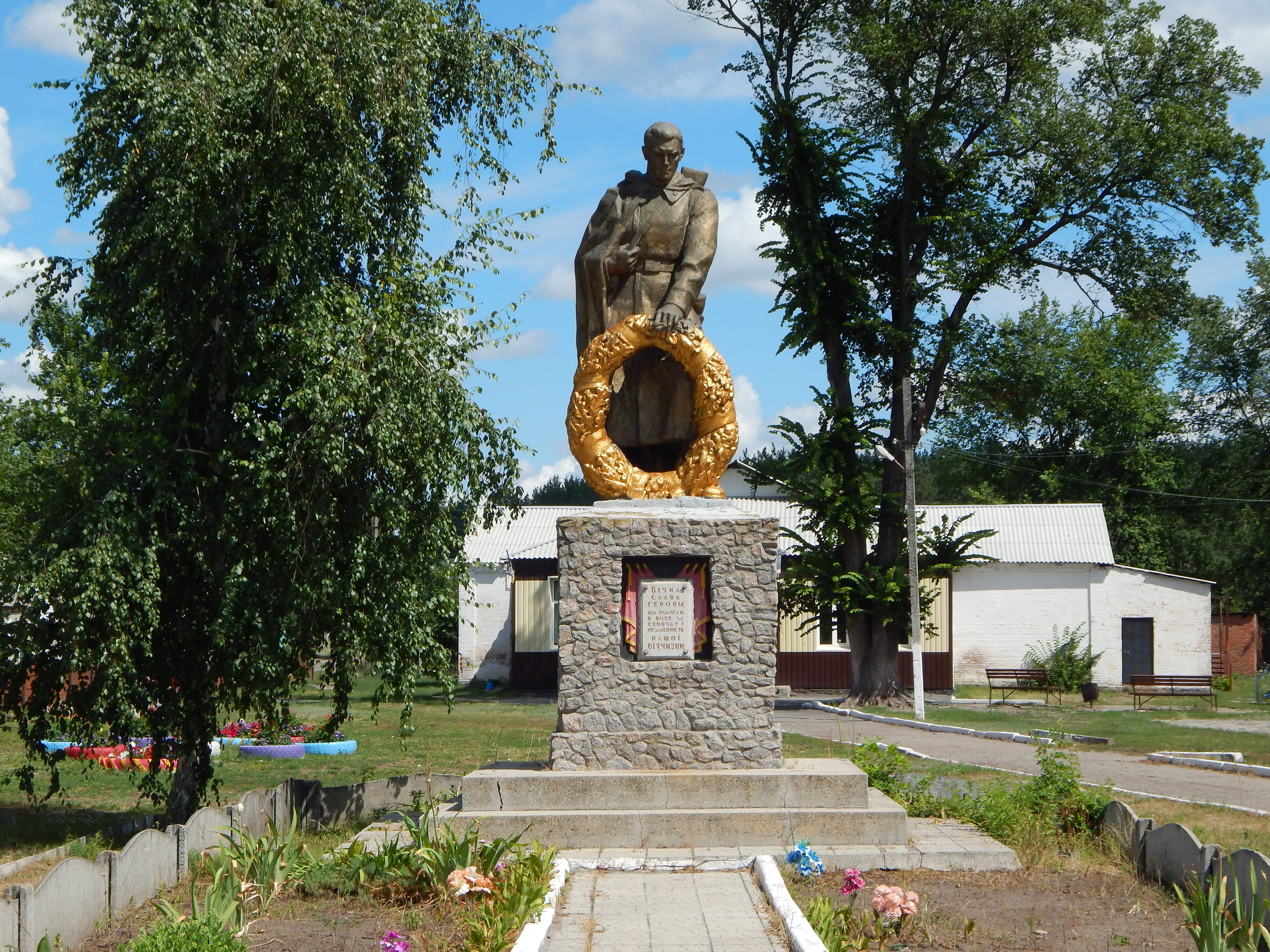
苏联烈士墓

烏特基夫卡（烏克蘭語：Утківка），是烏克蘭東部哈爾科夫州哈爾科夫區梅雷法市镇内的市級鎮。處於姆扎河左岸，面積0.85平方公里，海拔高度99米，2001年人口1,339，人口密度每平方公里1,575.29人。